# Anwar al-Awlaki
Anwar al-Awlaki, född 21 april 1971 i Las Cruces New Mexico, USA, död 30 september 2011 i al-Jawf-provinsen i Jemen (drönarattack), var en amerikansk-jemenitisk imam och muslimsk föreläsare. Han betraktades som närstående till den islamistiska terrorgruppen al-Qaida.
al-Awlaki bodde i USA i sju år och flyttade därefter till Jemen med familjen. Fadern, Nasser al-Aulaqi, var ett tag landets jordbruksminister. 1991 flyttade al-Awlaki tillbaka till USA och påbörjade studier. Han blev imam i en moské i Denver 1994. 1996 flyttade han till San Diego, där han var verksam som imam till 2000. Samma år mötte han Nawaf al-Hazmi och Khalid al-Mihdhar vilka båda senare deltog vid 11 september-attackerna 2001. Från 2000 var al-Awlaki verksam vid  Dar Al-Hijrahmoskén i Washington, D.C. Där sammanträffade han igen med al-Hazmi tillsammans med Hani Hanjour, en annan av 11 september-attackernas anstiftare. 2002 flyttade han till Storbritannien. 2004 flyttade han till Jemen. I slutet av 2009 framkom det att al-Awlaki haft kontakt med Nidal Malik Hasan, som senare dömdes skyldig till attentatet i Fort Hood. al-Awlaki ska också ha träffat Umar Farouk Abdulmutallab, i medierna omtalad som kalsongbombaren efter att han försökt spränga ett flygplan på väg till Detroit juldagen 2009. Enligt amerikanska myndigheter dödades al-Awlaki genom en drönarattack den 30 september 2011. Det var första gången sedan inbördeskriget som den amerikanska staten medvetet dödat en egen medborgare såsom en fiende och utan rättegång. Två veckor efter hans död dödades av misstag hans sextonårige son, också medborgare, i en annan drönarattack. Även hans dotter omkom i en amerikansk attack, beordrad av Donald Trump 2017.
Al-Awlaki spred utsagor, och påstod genom en text publicerad på den islamiska hemsidan IslamOnline att Zionister låg bakom 11 september-attackerna.